# Albany (Oregon)
Albany is een plaats (city) in de Amerikaanse staat Oregon, en valt bestuurlijk gezien onder Benton County en Linn County.

## Demografie
Bij de volkstelling in 2000 werd het aantal inwoners vastgesteld op 40.852.
In 2006 is het aantal inwoners door het United States Census Bureau geschat op 46.213, een stijging van 5361 (13,1%).

## Geografie
Volgens het United States Census Bureau beslaat de plaats een oppervlakte van
41,6 km², waarvan 41,1 km² land en 0,5 km² water. Albany ligt op ongeveer 75 m boven zeeniveau.

## Plaatsen in de nabije omgeving
De onderstaande figuur toont nabijgelegen plaatsen in een straal van 16 km rond Albany.

## Geboren
- Carol Menken-Schaudt (1957), basketbalspeelster